# Mattia Valoti
Mattia Valoti (Vicenza, 6 de septiembre de 1993) es un futbolista italiano que juega en la posición de mediocampista para la U. S. Cremonese de Italia.

## Carrera

### Inicios de su carrera
Valoti nació en Vicenza, el 6 de septiembre de 1993, es hijo del exfutbolista Aladino Valoti, que jugó para varios equipos de la Serie A y Serie B durante los años 1980 y 1990 y actualmente es director deportivo en el Albinoleffe. Mattia comenzó a jugar de fútbol a la edad de 5 años en el equipo juvenil de Lucchese, club donde su padre estaba jugando en ese momento. Durante los próximos ocho años, Mattia jugó para varios clubes, entre los que se encuentran Cosenza, Palermo, Crotone, Martina Franca y Futura Dalmine, como resultado de los cambios de equipo de su padre.

### Albinoleffe
En 2006, Valoti se estableció en Albinoleffe, después pasar cinco temporadas en la cantera del club. Allí, hizo debut profesional con el club, a la edad de 17 años, al entrar como sustituto en la Copa de Italia en el juego contra el Crotone, el 27 de octubre de 2010. Tres días más tarde, también hizo su debut en Serie B, saliendo de la banca en un partido contra el Novara. Durante el periodo de fichajes de enero del 2011, El A. C. Milan firmó un acuerdo de copropiedad con el Albinoleffe, lo que le permitió permanecer en el Albinoleffe para el resto de la temporada.
Al comienzo de la temporada 2011-12, el acuerdo de copropiedad fue renovado y Valoti se unió al Milán, donde participó en la pretemporada, los entrenamientos y amistosos con el primer equipo. Fue nombrado como sustituto del primer equipo por primera vez el 18 de septiembre de 2011 en un partido contra el SSC Napoli, pero se mantuvo en el banquillo durante todo el encuentro.

## Trayectoria
| Club                   | País   | Año       |
| ---------------------- | ------ | --------- |
| U. C. AlbinoLeffe      | Italia | 2010-2011 |
| A. C. Milan            | Italia | 2011-2013 |
| U. C. AlbinoLeffe      | Italia | 2013-2015 |
| Hellas Verona *        | Italia | 2014-2015 |
| Hellas Verona          | Italia | 2015-2019 |
| Delfino Pescara 1936 * | Italia | 2015-2016 |
| A. S. Livorno *        | Italia | 2016      |
| SPAL *                 | Italia | 2018-2019 |
| SPAL                   | Italia | 2019-2022 |
| A. C. Monza *          | Italia | 2021-2022 |
| A. C. Monza            | Italia | 2022-2025 |
| Pisa S. C. *           | Italia | 2023-2024 |
| U. S. Cremonese        | Italia | 2025-     |

(*) Cedido en préstamo.